# Breviario romano

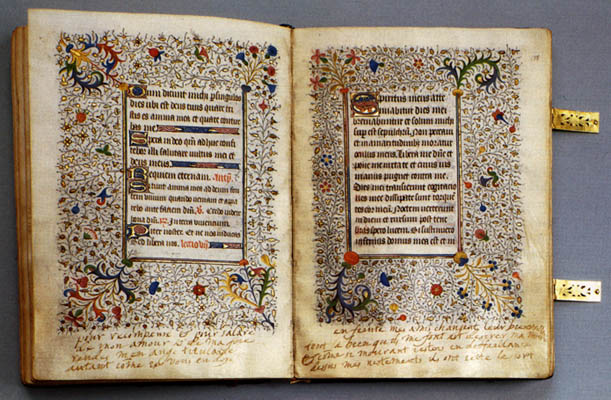
Il breviario personale della regina Maria Stuarda, che portò con sé sul patibolo il giorno della sua esecuzione.

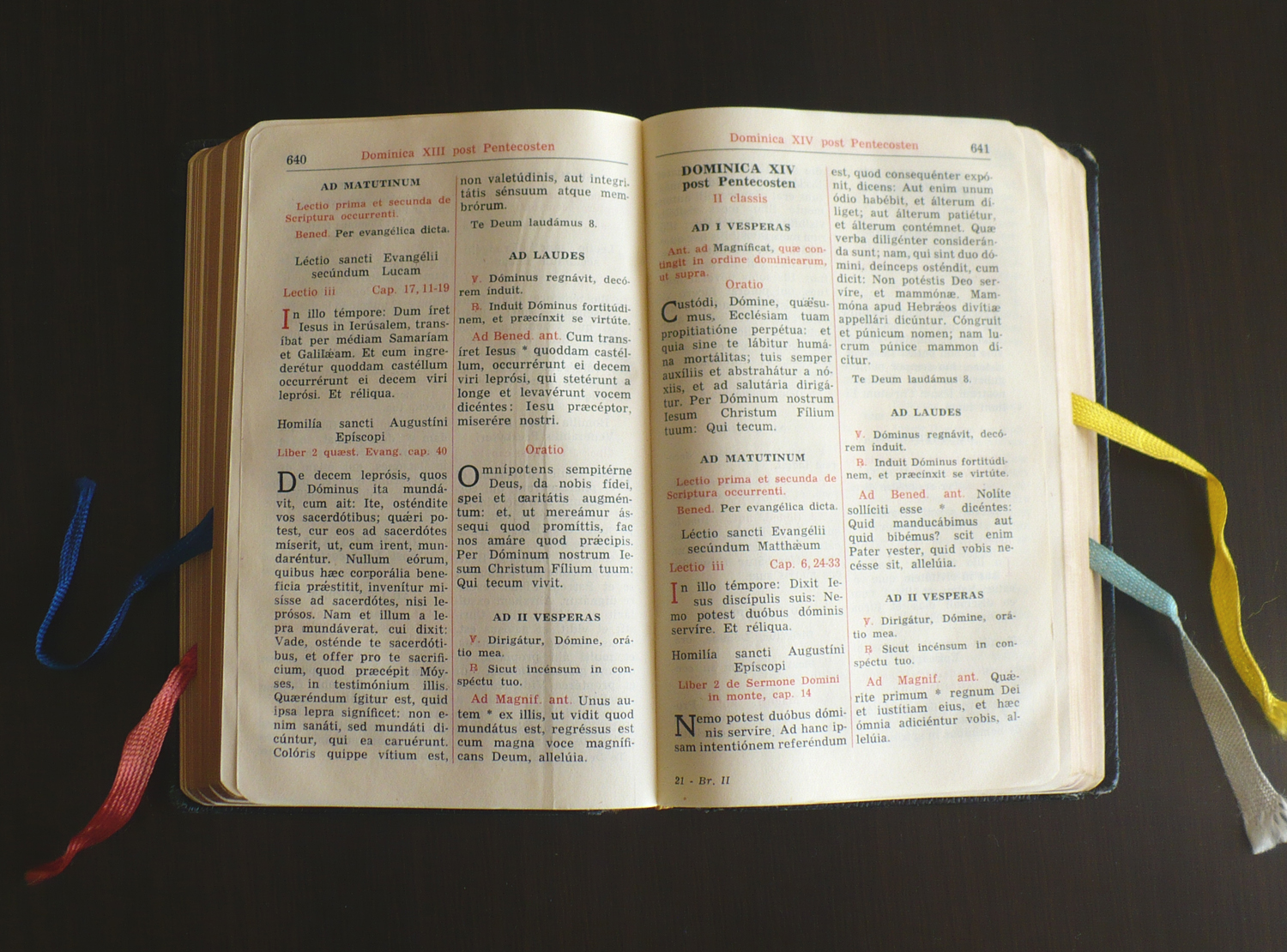
Una pagina del breviario romano.

Il Breviario romano (in latino Breviarium Romanum) è un libro liturgico che contiene l'Ufficio divino della Chiesa cattolica. La parola deriva dal latino breviarium che significa sommario, abbreviazione, a sua volta derivante da brevis che significa breve.

## Storia
Anticamente le ore dell'Officio erano scritte in libri differenti, ma dal XII secolo si optò per l'adozione di un unico libro (eventualmente in più volumi) per facilitare i chierici che si dovevano muovere con frequenza.
Il Concilio di Trento cominciò la riforma del breviario, ma per mancanza di tempo non portò a termine il lavoro e affidò l'incarico alla Sede apostolica. Papa Pio V promulgò nel 1568 con la bolla Quod a Nobis un'edizione del Breviarium Romanum e rese obbligatorio il suo uso, eccetto laddove i vescovi optassero per breviari locali di antichità non minore di due secoli. Per questo venne chiamato Breviario di Pio V (Breviarium Pianum).
Papa Pio X, con la bolla Divino Afflatu del 1º novembre 1911, facilitò la recita settimanale del salterio (una parte dell'attuale Breviario). Fu una vera e propria ripianificazione del Breviario in cui veniva ripristinato l'uso antico di recitare ogni settimana i 150 salmi e fu cambiata interamente la disposizione del salterio: furono tolte tutte le ripetizioni e fu data la possibilità di accordare il salterio feriale e il ciclo della lettura biblica con gli Uffici dei Santi. Inoltre l'Ufficio della domenica fu così accresciuto di grado e di importanza da essere generalmente anteposto alle feste dei santi.
La Sacra Congregazione dei Riti continuò la riforma di Pio X dapprima con il decreto Cum hac nostra aetate del 23 marzo 1955, con il quale semplificò le rubriche del rito romano, compreso il breviario, quindi con il decreto Rubricarum instructum del 25 luglio 1960, con cui le rubriche del Messale e del Breviario furono ulteriormente riviste.
A partire dalla riforma del 1911, il Breviario Romano è articolato in queste parti principali:
- Proprio del Tempo (Proprium de Tempore): comprende le parti variabili in funzione del tempo liturgico
- Ordinario (Ordinarium divini Officii): comprende le parti fisse che si recitano identiche ogni giorno
- Salterio (Psalterium Breviarii Romani): comprende il ciclo di salmi che si ripete identico ogni settimana
- Proprio dei Santi (Proprium Sanctorum): comprende le parti variabili in funzione delle singole feste dei Santi
- Comune dei Santi (Commune Sanctorum): comprende le parti variabili relative alle feste dei Santi, ma che non si trovano nel Proprio dei Santi e sono accorpate per classi omogenee di Santi
- Comune dei Santi per alcuni luoghi (Commune Sanctorum pro aliquibus locis): di contenuto analogo al Comune dei Santi, ma riservato ad alcune diocesi

La riforma liturgica successiva al Concilio Vaticano II ha sostituito il Breviario con la Liturgia delle Ore, il cui testo completo è pubblicato in quattro distinti volumi, diversi per ogni periodo dell'anno liturgico: Avvento e Natale, Quaresima e Pasqua e due volumi per il Tempo ordinario. Il testo, e il relativo obbligo di sostituzione del Breviario, è stato promulgato da papa Paolo VI con la costituzione apostolica Laudis canticum del 1º novembre 1970.
Il dovere di recitare la Liturgia delle Ore può provenire, per esempio, da un voto, dalle costituzioni di un istituto di perfezione o dall'essere chierici. Il Codice di diritto canonico dice: "I sacerdoti e i diaconi aspiranti al presbiterato sono obbligati a recitare ogni giorno la liturgia delle ore secondo i libri liturgici propri e approvati; i diaconi permanenti nella misura definita dalla Conferenza Episcopale".
Il motu proprio Summorum Pontificum del 2007 dichiarò: "Ai chierici costituiti “in sacris” è lecito usare il Breviario Romano promulgato dal B. Giovanni XXIII nel 1962". Nella Chiesa latina sono chierici solo i sacerdoti (vescovi e presbiteri) e i diaconi, visto che "con l'ordinazione diaconale uno diviene chierico". Il termine clerici in sacris, che si trovava più volte nell'edizione 1917 del Codice di diritto canonico, non appare affatto in quello attuale, quello dell'edizione 1985, già da 22 anni in vigore nel 2007. Nel 2021, La Congregazione per il culto divino e la disciplina dei sacramenti, parlando nel 2021 del Rituale Romanum (ultima edizione tipica 1952) e del Pontificale Romanum precedente alla riforma liturgica, li descrisse come "libri liturgici che, come tutte le norme, le istruzioni, le concessioni e le consuetudini precedenti, sono stati abrogati" (per mezzo del motu proprio Traditionis custodes).